# Arrondissement de Rufisque Est
Das Arrondissement de Rufisque Est ist flächengleich mit der Großstadt Ville de Rufisque, der Präfektur des Départements Rufisque in der Metropolregion Dakar. Es wurde 1996 definiert als übergeordnete Verwaltungsebene für die drei communes d’arrondissement Rufisque Nord (Centre), Rufisque Est und Rufisque Ouest, in die das Stadtgebiet gleichzeitig auf der Ebene der kommunalen Selbstverwaltung unterteilt wurde.

## Geografie
Das Arrondissement liegt an der Südküste der Cap-Vert-Halbinsel und nimmt im Osten der Hauptstadtregion eine zentrale Lage ein. Es umfasst den Südwesten des Départements und hat eine Fläche von 26,80 km². Es ist fast vollständig bebaut und durch den hohen Grad der Urbanisierung mit dem Umland im Norden und Westen baulich zusammengewachsen.

## Bevölkerung

Arrondissements und städtische Gemeinden im Département Rufisque (orange)

Die letzte Volkszählung ergab für das Arrondissement folgende Einwohnerzahlen:
| Commune        | Fläche km² | Einwohner 2023 |
| Rufisque Ouest | 11,53      | 84.452         |
| Rufisque Est   | 8,13       | 84.754         |
| Rufisque Nord  | 7,14       | 126.253        |
| Arrondissement | 26,80      | 295.459        |